# John Parke Custis
Pour les articles homonymes, voir Custis (homonymie).
John Parke Custis (27 novembre 1754-5 novembre 1781) était un planteur de Virginie et le beau-fils de George Washington.

## Biographie
Né à White House dans la plantation de ses parents, il est le fils de Daniel Parke Custis, un riche planteur et de Martha Dandridge Custis. Après la mort de son père en 1757, il hérita de la majeure partie du domaine. En 1759 sa mère épousa George Washington et s'installa avec ses enfants au Mount Vernon. Custis fréquenta un temps le King's College (future université Columbia) en 1773. Il épousa Eleanor Calvert en 1774, qui était la petite-fille de Charles Calvert. Parmi leurs sept enfants figure Eleanor Parke Custis et George Washington Parke Custis.
Custis siégea à la chambre des délégués de Virginie de 1778 à 1781. Il servit d'aide-de-camp à Washington pendant le siège de Yorktown. Il attrapa la fièvre et mourut dans le comté de New Kent County peu après la reddition de Cornwallis. Il est enterré dans le comté de York près de Williamsburg.